# Johnnie Parsons
Johnnie Parsons (n. 4 iulie 1918 – d. 8 septembrie 1984) a fost un pilot de curse auto american care a evoluat în Campionatul Mondial de Formula 1 între anii 1950 și 1958.
1. 1 2  Johnnie Parsons, Find a Grave, accesat în 9 octombrie 2017